# Koto (zespół muzyczny)
Koto – włoski zespół muzyczny powstały w latach 80. XX wieku, wykonujący początkowo muzykę z pogranicza italo disco i spacesynth, zaś w późniejszym okresie także synthpop oraz italodance. Największe przeboje projektu, to "Time", „Visitors”, „Jabdah”, „Japanese War Game”, „Dragon’s Legend” i „Chinese Revenge”.

## Historia
Grupa założona została w 1982 roku przez Anfrando Maiolę oraz Stefano Cundariego. W latach 80. profilem działalności Koto było wydawanie muzyki z pogranicza gatunków italo disco oraz spacesynth. To właśnie z tego okresu pochodzą najbardziej rozpoznawalne nagrania projektu: „Visitors”, „Jabdah”, „Japanese War Game”, „Dragon’s Legend” i „Chinese Revange”. W 1989 niemiecka wytwórnia ZYX Records wykupiła wydawnictwo Memory Records wraz z prawami do nazwy Koto oraz całego materiału muzycznego grupy. Zaangażowano kompozytora Michiela van der Kuya, tworzącego równolegle muzykę spacesynth dla Laserdance, który nagrał pierwszą płytę długogrającą pod szyldem Koto Masterpieces, zawierającą zarówno nowe wersje starych kompozycji założycieli Koto, jak i premierowe, autorskie utwory z pogranicza spacesynth oraz synthpopu. Michiel van der Kuy jako Koto nagrał jeszcze trzy płyty, w pełni autorski From the Dawn of Time oraz dwie płyty z coverami znanych utworów muzyki elektronicznej i filmowej. W 1990 roku Anfrando Maiola, także pod szyldem Koto, nagrał dla ZYX Records singiel „Champion’s Cue”. Michiel van der Kuy w 1994 roku zakończył pracę pod nazwą Koto, a rok później na pewien okres zaprzestał działalności także w macierzystym duecie Laserdance.
W 1993 Stefano Cundari zmarł z powodu nowotworu. Był to koniec działalności Koto w dotychczasowym kształcie.
W późniejszym czasie, Maiola odzyskał prawa do nazwy, jednak jego nowe produkcje w bardzo dużym stopniu odbiegają gatunkowo od wcześniejszych wydań projektu na rzecz nowoczesnych brzmień italodance.
3 grudnia 2021 roku nakładem wytwórni ZYX Music ukazał się pierwszy od lat album projektu pt. Return of the Dragon. Za produkcję płyty odpowiedzialni byli Andreas Mohr (z projektu Cyber Space) oraz ponownie Michiel van der Kuy.
W 2022 roku na winylowej 12" nakładem wytwórni I Venti d’Azzurro Records ukazał się singel „Tron”, zawierający dwie wersje tytułowego nagrania. W roku 2023 ukazało się kolejne wydawnictwo projektu na winylowej 12", wówczas nakładem wytwórni I Venti d’Azzurro Records ukazał się singel „Sputnik” / „Overdrive”, zawierający po dwie wersje nagrań tytułowych.
26 maja 2023 zmarł współzałożyciel zespołu, Anfrando Maiola.

## Dyskografia

### Albumy
- 1989: Masterpieces
- 1990: Plays Synthesizer World Hits
- 1992: From the Dawn of Time
- 1993: ...Plays Science-Fiction Movie Themes
- 2021: Return of the Dragon

### Single
- 1982: „Chinese Revenge” (Club Version/Dub Version)
- 1983: „Chinese Revenge” (Original/Dub Version)
- 1983: „Japanese War Game” (7")
- 1983: „Japanese War Game” (12")
- 1983: „Chinese Revenge” (Original/Club Version)
- 1984: „Japanese War Game” (New Mega Track)
- 1984: „Japanese War Game” (Remix)
- 1985: „Japanese Wargame” (New Mix)
- 1985: „Chinese Revenge” (New Mix)
- 1985: „Visitors” (7")
- 1985: „Visitors” (12")
- 1985: „Visitors” (Swedish Remix)
- 1985: „Visitors” (Vocal Remix)
- 1986: „Visitors” (New Version '86)
- 1986: „Jabdah” (Vocal/Instrumental)
- 1986: „Jabdah” (Vocal/D.J. Version)
- 1986: „Jabdah” (Long Version/12" D.J. Version)
- 1986: „Jabdah” (Original ZYX Remix)
- 1986: „Jabdah” (Swedish Remix)
- 1986: „Jabdah” (Special Remix)
- 1987: „Jabdah” (Remix)
- 1987: „The Koto Mix” (z „Jabdah” (Megamix))
- 1988: „Dragon’s Legend” (Original/Dub Edit)
- 1988: „Dragon’s Legend” (Vocal/Dub)
- 1988: „Dragon’s Legend” (Original/Dub Version)
- 1988: „Dragon’s Megamix”
- 1989: „Chinese Revenge” (Edited Versions)
- 1989: „Chinese Revenge” (Asia Version '89)
- 1989: „Time”
- 1990: „Champion’s Cue”
- 1990: „Acknowledge”
- 1991: The Maxi-CD Collection (4 Maxi-CDs)
- 1992: „Mind Machine”
- 1992: „Mechanic Sense”
- 1992: „Visitors” (GDC)
- 1995: „Jabdah” (GDC)
- 1995: „Japanese War Game” (GDC)
- 1997: „Chinese Revenge” (GDC)
- 2001: Club Classics 02 (EP)
- 2001: „Koto Is Still Alive” (z „Visitors 2001”)
- 2003: „Blow The Whistle”
- 2003: „Planet X” („KotoX”)
- 2022: „Tron” (12"/I Venti d’Azzurro Records/VAM 20.34)
- 2023: „Sputnik” / „Overdrive” (12"/I Venti d’Azzurro Records/VAM 20.44)